# Granat (mineral)
 For alternative betydninger, se Granat. (Se også artikler, som begynder med Granat)
Granat er mineraler i mange farver, som anvendes som smykkesten - især de røde. Granater er nesosilikater med grundformlen A3B2(SiO4)3, hvor A er en divalent kation og B er en trivalent kation. Jern kan både være A (Fe+2) og B (Fe+3).
Hårdhed: 6,5-7,5 på Mohs' skala.

## Granater
| Navn           | Etymologi            | Formel                     | Varieteter                                             |
| -------------- | -------------------- | -------------------------- | ------------------------------------------------------ |
| Almandin       | Alabanda             | Fe3Al2Si3O12               |                                                        |
| Andradit       | d'Andrada            | Ca3Fe2Si3O12               | Demantoid (Cr-holdig), topazolit & melanit (Ti-holdig) |
| Goldmanit      |                      | Ca3V2Si3O12                |                                                        |
| Grossular      | Ribs-familien        | Ca3Al2Si3O12               | Tsavorit (V-holdig) & hessonit (Fe-holdig)             |
| Henritermierit |                      | Ca3(Mn1,5Al0,5)Si3O12(OH)2 |                                                        |
| Hibschit       |                      | Ca3Al2(SiO4)3-x(OH)4x      |                                                        |
| Hydrogrossular |                      | Ca3Al2(SiO4)3-x(OH)4x      |                                                        |
| Katoit         |                      | Ca3Al2(SiO4)3-x(OH)4x      |                                                        |
| Kimzeyit       |                      | Ca3(Zr,Ti)2(Al,Si)3O12     |                                                        |
| Knorringit     |                      | Mg3Cr2Si3O12               |                                                        |
| Majorit        |                      | Mg3(Fe,Al,Si)2Si3O12       |                                                        |
| Pyrop          | græsk: ~ ildlignende | Mg3Al2Si3O12               |                                                        |
| Spessartin     | Spessart             | Mn3Al2Si3O12               |                                                        |
| Uvarovit       | Grev Uvarov          | Ca3Cr2Si3O12               |                                                        |

Rhodolit er ⅔ pyrop og ⅓ almandin.